# (1025) Riema
(1025) Riema ist ein Asteroid des inneren Hauptgürtels, der am 12. August 1923 vom deutschen Astronomen Karl Wilhelm Reinmuth an der Landessternwarte Heidelberg-Königstuhl bei einer Helligkeit von 13,7 mag entdeckt wurde.
Benannt ist der Asteroid nach dem deutschen Astronomen Johannes Karl Richard Riem (1868–1945) am Astronomischen Rechen-Institut in Berlin-Dahlem. Die Benennung erfolgte auf Vorschlag des Astronomischen Rechen-Instituts.
Aufgrund seiner Bahneigenschaften gilt (1025) Riema als Mitglied der Hungaria-Gruppe und bewegt sich noch innerhalb des Hauptgürtels i. e. S. im Bereich einer stabilisierenden 9:2-Bahnresonanz mit Jupiter.

## Wissenschaftliche Auswertung
Eine Auswertung von Beobachtungen durch das Projekt NEOWISE im nahen Infrarot führte 2012 für den Asteroiden zu einem Durchmesser von 4,6 km. Für die Albedo im sichtbaren Bereich konnte kein plausibler Wert bestimmt werden.
Eine spektroskopische Untersuchung von 820 Asteroiden zwischen November 1996 und September 2001 am La-Silla-Observatorium in Chile ergab für (1025) Riema eine taxonomische Klassifizierung als X- bzw. Xe-Typ.
Nach einem erfolglosen Versuch, aus der in einer einzelnen Nacht am 10. März 1989 am Mount-Lemmon-Observatorium in Arizona beobachteten Lichtkurve des Asteroiden eine Rotationsperiode zu bestimmen, führten photometrische Beobachtungen vom Juli 1998 bis August 2001 am Charkiw-Observatorium in der Ukraine und am Krim-Observatorium in Simejis zu einer Rotationsperiode von 6,557 h. Aus einer Kombination der archivierten Lichtkurve vom März 1989 in Verbindung mit den eigenen Messungen konnten auch zwei alternative Möglichkeiten für die Lage der Rotationsachse und die Achsenverhältnisse eines dreiachsig-ellipsoidischen Gestaltmodells bestimmt werden. Durch weitere photometrische Messungen vom 1. bis 9. April 2003 am Santana Observatory in Kalifornien wurde ebenfalls versucht, die Rotationsperiode des Asteroiden zu ermitteln. Die Auswertung gestaltete sich schwierig, es wurde aber ein deutlich geringerer Wert von 3,580 h angenommen.
Auch am Palmer Divide Observatory (PDO) in Colorado wurde während mehrerer Beobachtungskampagnen versucht, verbesserte Werte für die Rotationsperiode zu ermitteln. Eine erste Messung vom 28. bis 30. Mai 2009 ergab einen Wert von 3,566 h, während vom 20. bis 25. August 2012 eine Rotationsperiode von 3,581 h abgeleitet wurde. Beobachtungen vom 9. bis 11. Februar 2014 am Center for Solar System Studies-Palmer Divide Station (CS3-PDS) führten zu einem Wert von 3,591 h, während die vierte Beobachtungssession vom 29. Juli bis 5. August 2015 eine Rotationsperiode von 3,581 h ergab. Vom 10. bis 16. März 2017 konnten 3,578 h abgeleitet werden.
Auch photometrische Messungen vom 24. bis 31. März 2017 am Xingming-Observatorium in China bestätigten die Periode mit einem Wert von 3,5807 h., ebenso wie eine weitere Beobachtung vom 5. bis 14. Mai 2020 am Center for Solar System Studies (CS3) mit 3,5815 h.
Aus archivierten Daten des Asteroid Terrestrial-impact Last Alert System (ATLAS) aus dem Zeitraum 2015 bis 2018 konnte in einer Untersuchung von 2020 mit der Methode der konvexen Inversion nur eine retrograde Rotation sowie eine Periode von 3,58106 h bestimmt werden. Aus den Daten von ATLAS konnte in einer Untersuchung von 2022 mit der Methode der konvexen Inversion noch einmal eine Rotationsperiode von 3,5811 h bestimmt werden.